# Liste der Mitglieder der Deutschen Akademie der Naturforscher Leopoldina/1837
Die Liste der Mitglieder der Deutschen Akademie der Naturforscher Leopoldina für 1837 enthält alle Personen, die im Jahr 1837 zum Mitglied ernannt wurden. Insgesamt gab es 14 neu gewählte Mitglieder.

## Mitglieder
| Nr.  | Name                                         | Beiname              | Geboren       | Aufnahme | Gestorben     | Bild                                 | Datenbank |
| ---- | -------------------------------------------- | -------------------- | ------------- | -------- | ------------- | ------------------------------------ | --------- |
| 1430 | Christian Daniel Friedrich Eschricht         | Collins              | 10. März 1798 | 3. Aug.  | 22. Feb. 1863 | Christian Daniel Friedrich Eschricht | 2664      |
| 1431 | Ernst Ludwig von Fischer                     | Aïton                | 20. Feb. 1782 | 3. Aug.  | 17. Juni 1854 | Ernst Ludwig von Fischer             | 2742      |
| 1432 | Theodor Joseph van Halen                     | van Swieten III.     | 28. Aug. 1803 | 3. Aug.  | 27. März 1860 |                                      | 3625      |
| 1433 | Cornelius Pruys van der Hoeven               | Paradisius           | 13. Aug. 1792 | 3. Aug.  | 5. Dez. 1871  | Cornelius Pruys van der Hoeven       | 3855      |
| 1434 | Emil J. Jacquemin                            | Marsilius II.        |               | 3. Aug.  |               |                                      | 3970      |
| 1435 | Theodor Wilhelm Christian Martius            | Pomel                | 1. Juli 1796  | 3. Aug.  | 15. Sep. 1863 |                                      | 5552      |
| 1436 | Joseph Meneghini                             | Desfontaines I.      | 30. Juli 1811 | 3. Aug.  | 29. Jan. 1889 | Giuseppe Meneghini                   | 5606      |
| 1437 | Friedrich Anton Wilhelm Miquél               | Fr. Nees v. Esenbeck | 24. Okt. 1811 | 3. Aug.  | 23. Jan. 1871 | Friedrich Anton Wilhelm Miquél       | 5680      |
| 1438 | Ludwig Georg Karl Pfeiffer                   | Bradley              | 4. Juli 1805  | 3. Aug.  | 2. Okt. 1877  | Ludwig Georg Karl Pfeiffer           | 6007      |
| 1439 | Johann Louis Marie Poisenille                | Hales III.           | 23. Apr. 1797 | 3. Aug.  | 26. Dez. 1869 | Johann Louis Marie Poisenille        | 6051      |
| 1440 | Karl Borriwo Presl                           | Plumier              | 17. Feb. 1794 | 3. Aug.  | 2. Okt. 1852  | Karl Borriwo Presl                   | 6074      |
| 1441 | Heinrich Wilhelm von Vriese                  | Wachendorff          | 11. Aug. 1806 | 3. Aug.  | 23. Jan. 1862 | Heinrich Wilhelm von Vriese          | 7109      |
| 1442 | Wilhelm Rudolph Weitenweber                  | Mogalla              | 1. Okt. 1804  | 3. Aug.  | 1. Apr. 1870  |                                      | 7221      |
| 1443 | Heinrich August Wilhelm Edler von Zimmermann | Severinus II.        |               | 3. Aug.  | 1877          |                                      | 7402      |

## Hinweis zu den Lebensdaten
In der Liste sind zunächst die Lebensdaten gemäß Archiv der Leopoldina aufgenommen. Diese beziehen sich auf die Angaben gem. Neigebaur (1860) und Ule (1889). Die Lebensdaten im Namensartikel können daher von den Lebensdaten in der Liste abweichen.